# Cathédrale de Caltagirone
La cathédrale de Caltagirone ou basilique-cathédrale Saint-Julien, est une église catholique romaine de Caltagirone, en Italie. Il s'agit de la cathédrale du diocèse de Caltagirone. Le pape Pie XII l'a élevée au rang de basilique mineure. Cette reconnaissance a été célébrée le 27 janvier 1949, en la fête liturgique de saint Julien du Mans, à qui l'église est dédiée.  

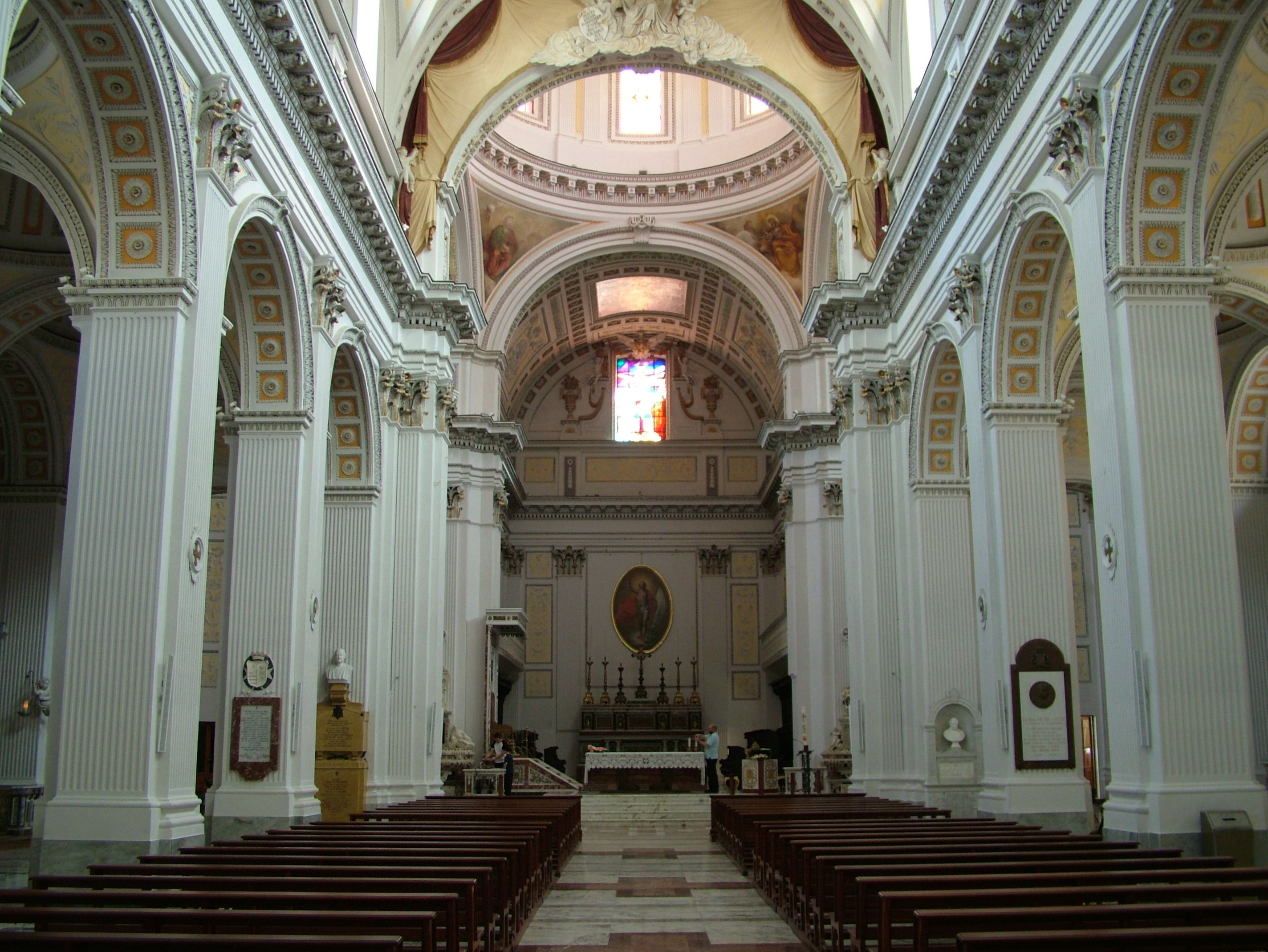
L'intérieur de la cathédrale.